# Międzybrodzie
Międzybrodzie est une localité polonaise de la gmina et du powiat de Sanok en voïvodie des Basses-Carpates.
En 2021, la localité compte 165 habitants.